# 常磐津文字太夫 (9代目)
9代目 常磐津 文字太夫（ときわづ もじたゆう）は、常磐津の十七世家元。常磐津節浄瑠璃方の奏者・名跡「常磐津文字太夫」の当代。定紋は『角木瓜』、替紋は『松皮菱』、家元紋は『梨の切り口』。東京都中央区日本橋（檜物町）出身。前名は十一代目常磐津小文字太夫。本名は常岡 薫。
24歳から歌舞伎のタテ語りを勤めていたため、六代目中村歌右衛門、十七代目中村勘三郎、七代目尾上梅幸、二代目尾上松緑、長唄では二代目芳村五郎治、清元では清元志寿太夫といった世代の異なる歌舞伎俳優・演奏者とも舞台を共にしている。
現在は、定本常磐津全集の復刻事業、過去の常磐津節演奏者名鑑など情報収集整備事業、常磐津節を現代から次世代へ繋ぐ研修成果発表会などに着手（ともに文化庁補助事業）していて、後継者・若手実演家の育成を意欲的に行っている。
曽祖父が十四世家元六代目常磐津文字太夫（二代目常磐津豊後大掾）、祖父が十五世家元七代目常磐津文字太夫、父は十六世家元八代目常磐津文字太夫、長男が十二代目常磐津小文字太夫。

## 年譜
- 1947年－十六世家元八代目常磐津文字太夫の長男として、家元累代が居を構えていた日本橋檜物町（現在の八重洲1丁目・日本橋２丁目３丁目辺り、東京駅の向かい～日本橋髙島屋～コレド日本橋周辺）に生まれる
- 1953年－父八代目常磐津文字太夫に入門
- 1959年－新橋演舞場で開催された七代目文字太夫七回忌追善演奏会において「将門」で五代目小文太夫を襲名（初舞台）。大和楽を大和美代葵に師事
- 1966年－歌舞伎初舞台「戻駕色相肩」
- 1967年－常磐津菊三郎に歌舞伎伴奏に特化した浄瑠璃三味線を師事
- 1969年－青山学院大学法学部を卒業
- 1972年－8月。国立小劇場青年歌舞伎祭「あすなろう会」において、四代目尾上菊之助・初代尾上辰之助による「大森彦七」で初めてタテ語りを勤める[1]。10月、国立大劇場において四代目尾上菊之助の「市原野のだんまり」で初めて歌舞伎本興行のタテ語りを勤める。「孫悟空（長唄・東音会結成十五周年記念制作）」「新一つとや（ユーモア邦楽）」などのレコードに出演
- 1976年－十一代目常磐津小文字太夫を襲名し、新橋演舞場で開催された襲名披露演奏会には七代目尾上菊五郎が「松島」に出演。
- 1979年－十代目市川海老蔵・五代目中村勘九郎による「男女道成寺」により、歌舞伎座で初のタテ語りを勤める
- 1982年－一中節を十一世都一中に師事。長男が生まれる。6~7月アメリカ公演の六代目中村歌右衛門・十代目市川海老蔵による「将門」、十七代目中村勘三郎・五代目中村富十郎・五代目中村勘九郎による「身替座禅」に出演
- 1985年－十二代目市川團十郎襲名に伴い、河東節を山彦節子に師事。暫定的に山彦東薫の名で「助六由縁江戸櫻（歌舞伎座）」に助演（助六：十二代目市川團十郎、揚巻：六代目中村歌右衛門、意休：十三代目片岡仁左衛門）
- 1986年－常磐津節勉強会である『小文字会』を主宰し、常磐津節を緻密に研究する
- 1990年－6~7月アメリカ公演の九代目澤村宗十郎・二代目中村吉右衛門・三代目中村歌昇による「身替座禅」、10月フランス・ドイツ公演の五代目中村富十郎・六代目澤村田之助・六代目中村東蔵による「身替座禅」に出演
- 1991年－十六世家元八代目常磐津文字太夫逝去に伴い、常磐津流十七世家元を相続。「日本舞踊曲大全集（CD）」の「靭猿」「老松」「双面」「廓八景」などに出演
- 1994年－歌舞伎座2月興行において、七代目尾上菊五郎による「身替座禅」で九代目常磐津文字太夫を襲名披露、その披露演奏会を国立大劇場で開催する。４月（公財）日本舞踊振興財団アメリカ公演において、二世花柳壽楽、藤間蘭景による「京人形」、高濱流光妙、二世尾上菊之丞による「女鳴神」に出演。（公財）清栄会奨励賞受賞。常磐津節愛好会である『宮古路会』を主宰し、裾野を広げ愛好者を育成する
- 1996年－常磐津協会理事長に就任
- 1996年～2009年まで東京芸術大学音楽学部講師を務める
- 1996年－2月イタリア公演において、五代目中村富十郎・三代目中村歌昇・九代目市川團蔵・中村浩太郎による「釣女」、9月アメリカ公演の九代目澤村宗十郎・二代目中村吉右衛門・三代目中村歌昇による「釣女」に出演
- 2000年－重要無形文化財常磐津節（総合認定）[2]の保持者に認定される
- 2005年～常磐津協会会長に就任
- 2010年～重要無形文化財常磐津節保存会会長に就任
- 2011年～『定本常磐津全集』(～2021年・全11刊）『常磐津節演奏者名鑑』（～2018年・全8巻）の制作・監修（文化庁補助事業）
- 2016年－常磐津協会特別功労賞を受賞
- 2018年－旭日双光章受章[3]（春）園遊会（秋）
- 2019年～2021年　常磐津節伝承事業に関する研究資料『都の錦』『老いの戯言上・下』の監修・再刊（文化庁補助事業）

## 初演・復活上演の演目
- 『市原野のだんまり』（1863年に初演されたものを1972年に復活上演・四代目尾上菊之助、澤村精四郎、八代目坂東薪水）
- 『奥州安達原（道行千里岩田帯）』（1978年初演・七代目尾上菊五郎・二代目澤村藤十郎）
- 『南総里見八犬伝（新芽山音住居の場）』（1982年初演・十七代目市村羽左衛門・三代目河原崎権十郎）
- 『道行面影草（永木道成寺道行）』（1804年に初演されたものを、1932年に七代目坂東三津五郎の依頼で七代目常磐津文字太夫が復曲したものを、1986年に復活上演。四代目中村雀右衛門）
- 『変化道成寺』（1986年初演・七代目尾上菊五郎・五代目中村勘九郎）
- 『門出二人桃太郎』（1987年初演・十七代目中村勘三郎、七代目中村芝翫、七代目尾上梅幸、十三代目片岡仁左衛門、五代目中村勘九郎、六代目中村歌右衛門、九代目松本幸四郎、二代目中村勘太郎、二代目中村七之助）
- 『春昔由縁英』（1991年初演・四代目中村雀右衛門）
- 『花の宿』（1991年初演・九代目澤村宗十郎）
- 『釣狐の対面』（1839年に初演されたものを1992年に復活上演・五代目片岡我當、初代片岡進之介、六代目片岡愛之助）
- 『盧生の夢』（1993年初演・九代目澤村宗十郎）
- 『小町村芝居正月』（1789年に初演されたものを2008年復活上演・七代目尾上菊五郎・五代目中村時蔵・四代目尾上松緑・五代目尾上菊之助）

ほか

## 受賞等
受賞
- 1994年－公益財団法人清栄会奨励賞受賞

顕彰・表彰
- 2000年－重要無形文化財常磐津節（総合認定）の保持者に認定

栄典
- 2018年－旭日双光章受章

## 主な歌舞伎出演歴

### 小文太夫期（1966年～1976年）
- 昭和41年10月（1966年）【戻駕色相肩】御園座（次郎作：二代目尾上松緑、与四郎：二代目中村雁治郎、禿：五代目中村松江）　＊名古屋顔見世・五代目中村松江襲名興行（八代目常磐津文字太夫のトメを勤める）
- 昭和42年  2月（1967年）【積恋雪関扉】新歌舞伎座（関兵衛：三代目実川延若、宗貞：二代目中村雁治郎、小町・墨染：二代目中村扇雀）　＊常磐津文字太夫のトメを勤める
- 昭和43年  3月（1968年）【勢獅子】歌舞伎座（鳶頭：十七代目中村勘三郎、鳶頭：長谷川一夫、芸者：初代水谷八重子）　＊八代目常磐津文字太夫のトメを勤める
- 昭和44年  3月（1969年）【雷船頭】歌舞伎座（船頭：十七代目中村勘三郎）　＊八代目常磐津文字太夫のトメを勤める
- 昭和44年  5月（1969年）【釣女】歌舞伎座（醜女：十七代目中村勘三郎、太郎冠者：十四代目守田勘弥、上臈：澤村精四郎、大名：二代目中村吉右衛門）　＊八代目常磐津文字太夫のトメを勤める
- 昭和46年  8月（1971年）【身替座禅】国立小劇場（右京：四代目尾上菊之助：奥方：初代尾上辰之助）　＊第1回あすなろう会、ワキ語り
- 昭和47年  8月（1972年）【大森彦七】国立小劇場（彦七：初代尾上辰之助、千早：四代目尾上菊之助）　＊第2回あすなろう会、初めてのタテ語り
- 昭和47年10月（1972年）【市原野のだんまり】国立大劇場（平井保昌：四代目尾上菊之助、澤村精四郎、八代目坂東薪水）　＊本興行において初めてのタテ語り
- 昭和48年  5月（1973年）【将門】国立大劇場（滝夜叉：二代目中村扇雀、光圀：六代目市川染五郎）　＊ワキを勤める
- 昭和48年  8月（1973年）【紅葉狩】国立小劇場（更科姫：四代目尾上菊之助、平稚茂：初代尾上辰之助）　＊第3回あすなろう会
- 昭和50年  4月（1975年）【八犬伝】明治座（伏姫：四代目中村雀右衛門、大輔：五代目片岡我當）　＊ワキを勤める
- 昭和51年  4月（1976年）【奴道成寺】明治座（狂言師：三代目市川猿之助）　＊ワキを勤める
- 昭和51年  5月（1976年）【三世相】明治座（六三郎：二代目大川橋蔵、お園：藤間紫）　＊ワキを勤める

### 小文字太夫期（1977年～1994年）
- 昭和52年10月（1977年）【男女道成寺】御園座（白拍子：七代目尾上梅幸、狂言師：七代目尾上菊五郎）　＊ワキを勤める
- 昭和52年10月（1977年）【廓文章】御園座（伊左衛門：九代目澤村宗十郎、夕霧：二代目澤村藤十郎）　＊名古屋顔見世、九代目澤村宗十郎・二代目澤村藤十郎襲名披露　　　　《以降、特別な記載のない場合は全てタテ語りを勤める》
- 昭和53年  2月（1978年）【将門】新橋演舞場（滝夜叉：二代目中村扇雀、光圀：片岡孝夫）
- 昭和53年  4月（1978年）【道行千里岩田帯（初演）】国立大劇場（生駒之助：七代目尾上菊五郎、恋絹：二代目澤村藤十郎）
- 昭和53年10月（1978年）【弥生の花浅草祭】新橋演舞場（五代目中村富十郎、五代目中村勘九郎）
- 昭和53年12月（1978年）【釣女】南座（醜女：十七代目中村勘三郎、太郎冠者：十三代目片岡仁左衛門、大名：片岡孝夫、上臈：二代目澤村藤十郎　＊京都顔見世　南座で初タテ語り
- 昭和54年  5月（1979年）【身替座禅】朝日座（右京：十七代目中村勘三郎、奥方：五代目中村富十郎、太郎冠者：二代目澤村藤十郎）　＊大阪第１回関西で歌舞伎を育てる会
- 昭和54年  9月（1979年）【男女道成寺】歌舞伎座（狂言師：十代目市川海老蔵、白拍子：五代目中村勘九郎）　＊歌舞伎座で初タテ語り
- 昭和54年10月（1979年）【身替座禅】御園座（右京：十七代目中村勘三郎、奥方：十七代目市村羽左衛門、太郎冠者：四代目中村米吉）　＊名古屋顔見世
- 昭和54年11月（1979年）【お夏狂乱】歌舞伎座（お夏：六代目中村歌右衛門、馬子：二代目尾上松緑）　＊八代目常磐津文字太夫のワキを勤める
- 昭和54年11月（1979年）【勢獅子】歌舞伎座（鳶頭：五代目中村富十郎、鳶頭：五代目中村勘九郎）　＊東京顔見世
- 昭和54年12月（1979年）【お夏狂乱】南座（お夏：六代目中村歌右衛門、馬子：二代目中村雁治郎）　＊京都顔見世、八代目常磐津文字太夫のワキを勤める
- 昭和55年  3月（1980年）【蜘蛛糸宿直噺】（蜘蛛の精：二代目中村扇雀、頼光；二代目澤村藤十郎、金時：十七代目市村家橘、貞光：十三代目中村勘五郎）　＊歌舞伎舞踊地方公演（新潟・札幌・京都南座・大阪朝日座ほか）
- 昭和55年  3月（1980年）【弥生の花浅草祭】（五代目中村富十郎、五代目中村勘九郎）　＊歌舞伎舞踊地方公演（新潟・札幌・京都南座・大阪朝日座ほか）
- 昭和55年  3月（1980年）【釣女】（醜女：十七代目中村勘三郎、太郎冠者：五代目中村富十郎、大名：二代目中村扇雀、上臈：二代目澤村藤十郎）　＊歌舞伎舞踊地方公演（新潟・札幌・京都南座・大阪朝日座ほか）
- 昭和56年  2月（1981年）【蜘蛛糸宿直噺】池袋サンシャイン劇場（蜘蛛の精：二代目中村扇雀、頼光：五代目片岡我當）
- 昭和56年  3月（1981年）【積恋雪関扉】歌舞伎座（関兵衛：二代目中村吉右衛門、宗貞：片岡孝夫、墨染：五代目坂東玉三郎、小町姫：五代目中村勘九郎）　＊上の巻：小文字太夫（十一代目）・下の巻：文字太夫（八代目）
- 昭和56年  6月（1981年）【男女道成寺】中座（白拍子：七代目尾上梅幸、狂言師：七代目尾上菊五郎）　＊第３回関西で歌舞伎を育てる会
- 昭和56年  9月（1981年）【将門】歌舞伎座（滝夜叉：六代目中村歌右衛門、光圀：二代目中村吉右衛門、光圀、片岡孝夫）　＊光圀日替わり公演
- 昭和56年10月（1981年）【将門】御園座（滝夜叉：五代目中村時蔵、光圀：三代目中村歌昇）　＊名古屋顔見世、五代目中村時蔵・三代目中村歌昇襲名披露
- 昭和56年10月（1981年）【男女道成寺】御園座（白拍子：五代目中村勘九郎、狂言師：五代目中村富十郎）　＊名古屋顔見世
- 昭和56年12月（1981年）【紅葉狩】南座（更科姫：六代目中村歌右衛門、稚茂：五代目中村富十郎、山神：八代目中村福助）　＊京都顔見世
- 昭和57年  3月（1982年）【新芽山音住居の場（初演）】国立大劇場（十七代目市村羽左衛門・三代目河原崎権十郎）　＊通し狂言「南総里見八犬伝」
- 昭和57年  4月（1982年）【男女道成寺】新歌舞伎座（白拍子：五代目中村時蔵、狂言師：三代目中村歌昇）　＊五代目中村時蔵・三代目中村歌昇襲名披露
- 昭和57年  4月（1982年）【雷船頭】新歌舞伎座（船頭：三代目中村歌昇）　＊三代目中村歌昇襲名披露
- 昭和57年  6月（1982年）【男女道成寺】歌舞伎座（白拍子：五代目中村時蔵、狂言師：三代目中村歌昇）　＊萬屋錦之介公演
- 昭和57年  7月（1982年）【身替座禅】アメリカ大歌舞伎公演[4]（右京：十七代目中村勘三郎、奥方：五代目中村富十郎、太郎冠者：五代目中村勘九郎）　＊ニューヨーク（メトロポリタン歌劇場）・ワシントン・ノックスビル
- 昭和57年  7月（1982年）【将門】アメリカ大歌舞伎公演（滝夜叉：六代目中村歌右衛門、光圀：十代目市川海老蔵）　＊ニューヨーク・ワシントン・ノックスビル
- 昭和57年  9月（1982年）【双面水照月】歌舞伎座（法界坊：十七代目中村勘三郎、おしず：七代目中村芝翫、松若：八代目中村福助、おくみ：二代目澤村藤十郎）
- 昭和57年11月（1982年）【身替座禅】歌舞伎座（右京：十七代目中村勘三郎、奥方：十七代目市村羽左衛門、太郎冠者：五代目中村勘九郎）　＊東京顔見世
- 昭和58年  4月（1983年）【身替座禅】松竹名作舞踊公演（右京：五代目中村勘九郎、奥方：十七代目中村勘三郎、太郎冠者：二代目澤村藤十郎）
- 昭和58年  4月（1983年）【屋敷娘】松竹名作舞踊公演（娘：二代目澤村藤十郎）
- 昭和58年  6月（1983年）【浮世風呂】歌舞伎座（政吉：三代目中村歌昇）
- 昭和58年  9月（1983年）【お染の七役】歌舞伎座（お染：五代目中村児太郎、女猿曳き：五代目中村勘九郎、船頭：三代目中村橋之助）
- 昭和58年10月（1983年）【年増】御園座（お柳：七代目中村芝翫）　＊名古屋顔見世
- 昭和58年10月（1983年）【身替座禅】御園座（右京：五代目中村勘九郎、奥方：十七代目中村勘三郎、太郎冠者：五代目坂東八十助）　＊名古屋顔見世
- 昭和58年10月（1983年）【京人形】御園座（甚五郎：二代目尾上松緑、京人形：七代目尾上梅幸）　＊名古屋顔見世
- 昭和58年11月（1983年）【積恋雪関扉】歌舞伎座（関兵衛：二代目尾上松緑、小町姫・墨染：六代目中村歌右衛門、宗貞：十七代目中村勘三郎）　＊東京顔見世、八代目文字太夫のワキを勤める
- 昭和59年  4月（1984年）【年増】歌舞伎座（お柳：七代目中村芝翫）
- 昭和59年  6月（1984年）【身替座禅】中座（右京：七代目尾上菊五郎、奥方：十代目市川海老蔵、太郎冠者：五代目坂東八十助）　＊第６回関西で歌舞伎を育てる会
- 昭和59年12月（1984年）【身替座禅】南座（右京：五代目中村勘九郎、奥方：十七代目中村勘三郎、太郎冠者：五代目片岡我當）
- 昭和59年12月（1984年）【男女道成寺】南座（白拍子：四代目中村雀右衛門、狂言師：七代目尾上菊五郎）　＊京都顔見世
- 昭和60年11月（1985年）【戻駕色相肩】歌舞伎座（次郎作：九代目松本幸四郎、与四郎：五代目中村富十郎、禿：五代目中村勘九郎）
- 昭和61年  2月（1986年）【釣女】松竹名作舞踊公演（南座ほか）（醜女：十七代目中村勘三郎、太郎冠者：七代目坂東蓑助、大名：五代目中村勘九郎、上臈：二代目澤村藤十郎）
- 昭和61年  2月（1986年）【身替座禅】松竹名作舞踊公演（南座ほか）（右京：十七代目中村勘三郎、奥方：九代目松本幸四郎、太郎冠者：五代目中村勘九郎、千枝：十七代目市村家橘、小枝：中村智太郎）
- 昭和61年  2月（1986年）【源太】松竹名作舞踊公演（南座ほか）（梶原源太：五代目坂東八十助）
- 昭和61年  4月（1986年）【弥生花浅草祭】歌舞伎座（五代目中村富十郎、五代目中村勘九郎）
- 昭和61年  4月（1986年）【身替座禅】歌舞伎座（右京：十七代目中村勘三郎、奥方：九代目松本幸四郎、太郎冠者：五代目中村勘九郎）
- 昭和61年  4月（1986年）【闇梅百物語】金丸座（五代目中村勘九郎、二代目澤村藤十郎、二代目中村吉右衛門）　＊第2回四国こんぴら歌舞伎
- 昭和61年  6月（1986年）【変化道成寺（初演）】歌舞伎座（白拍子：七代目尾上菊五郎、安部正守：五代目中村勘九郎）
- 昭和61年12月（1986年）【釣女】南座（太郎冠者：三代目市川猿之助、大名：片岡孝夫、上臈：二代目澤村藤十郎、醜女：十七代目中村勘三郎）
- 昭和62年  1月（1987年）【門出二人桃太郎（初演）】歌舞伎座（十七代目中村勘三郎、七代目中村芝翫、七代目尾上梅幸、十三代目片岡仁左衛門、五代目中村勘九郎、六代目中村歌右衛門、九代目松本幸四郎、二代目中村勘太郎、二代目中村七之助）　＊猿若祭（中村勘太郎・中村七之助初舞台）
- 昭和62年  2月（1987年）【年増】歌舞伎座（お柳：六代目中村歌右衛門）
- 昭和62年  4月（1987年）【釣女】金丸座（太郎冠者：九代目松本幸四郎、大名：三代目中村歌昇、上臈：二代目澤村藤十郎、醜女：十七代目中村勘三郎）＊第3回四国こんぴら歌舞伎
- 昭和62年  4月（1987年）【屋敷娘】金丸座（娘：二代目澤村藤十郎）　＊第3回四国こんぴら歌舞伎
- 昭和62年6,7月（1987年）【男女道成寺】公文協歌舞伎公演（白拍子：七代目中村芝翫、狂言師：六代目澤村田之助）
- 昭和62年8,9月（1987年）【京人形】公文協歌舞伎公演（京人形：五代目中村時蔵、甚五郎：三代目中村歌昇）
- 昭和62年  9月（1987年）【釣女】歌舞伎座（太郎冠者：九代目坂東三津五郎、大名：八代目中村福助、上臈：二代目澤村藤十郎、醜女：十七代目中村勘三郎）　＊九代目坂東三津五郎襲名披露
- 昭和62年10月（1987年）【釣女】御園座（太郎冠者：九代目坂東三津五郎、大名：二代目中村吉右衛門、上臈：二代目澤村藤十郎、醜女：十七代目中村勘三郎）　＊九代目坂東三津五郎襲名披露
- 昭和63年  4月（1988年）【お染の五役】金丸座（お染ほか：二代目澤村藤十郎）　＊第4回四国こんぴら歌舞伎
- 昭和63年10月（1988年）【紅葉狩】御園座（更科姫：七代目中村芝翫、稚茂：八代目中村福助、山神：五代目中村勘九郎、野菊：五代目中村時蔵、望月：六代目中村東蔵）
- 昭和63年11月（1988年）【紅葉狩】歌舞伎座（更科姫：七代目尾上菊五郎、稚茂：八代目中村福助、山神：十代目市川團十郎、野菊：五代目中村松江、望月：六代目中村東蔵）
- 昭和63年11月（1988年）【身替座禅】国立大劇場（右京：片岡孝夫、奥方：四代目市川左團次、太郎冠者：坂東彦三郎）
- 昭和63年12月（1988年）【お染の七役】歌舞伎座（お染ほか：五代目坂東玉三郎、女猿廻し：五代目中村勘九郎、船頭：五代目坂東八十助）
- 平成1年　3月（1989年）【積恋雪関扉】歌舞伎座（関兵衛：九代目松本幸四郎、小町姫：四代目中村雀右衛門、宗貞：八代目中村福助、墨染：六代目中村歌右衛門）
- 平成  1年  6月（1989年）【身替座禅】出雲大歌舞伎（右京：五代目中村富十郎、奥方：九代目坂東三津五郎）
- 平成  1年  6月（1989年）【年増】出雲大歌舞伎（お柳：七代目中村芝翫）
- 平成1年7~8月（1989年）【身替座禅】公文協歌舞伎公演（右京：片岡孝夫、奥方：四代目市川左團次、太郎冠者：十七代目市村家橘）
- 平成  1年11月（1989年）【奴道成寺】歌舞伎座（狂言師：五代目中村富十郎）　＊東京顔見世
- 平成  1年12月（1989年）【双面水照月】国立大劇場（法界坊：七代目尾上菊五郎、松若：六代目澤村田之助、おくみ：五代目中村時蔵、おしず：七代目尾上梅幸、押し戻し：九代目坂東三津五郎）　＊通し狂言「隅田川続俤」
- 平成  2年  1月（1990年）【将門】歌舞伎座（滝夜叉：七代目中村芝翫、光圀：八代目中村福助）
- 平成  2年  4月（1990年）【勢獅子】歌舞伎座（鳶頭：五代目中村富十郎、鳶頭：五代目中村勘九郎、鳶頭：三代目中村橋之助）
- 平成2年6~7月（1990年）【身替座禅】アメリカ大歌舞伎公演（右京：九代目澤村宗十郎、奥方：二代目中村吉右衛門、太郎冠者：三代目中村歌昇）　＊シアトル・アトランタ・ロスアンゼルス・コロンバス・サンアントニオ・インディアナポリス・ミネアポリス・アイオワシティ・ポートランド・バークレー・コスタメサ・リンカーン
- 平成 2年6,7月（1990年）【お染の五役】アメリカ公演（お染ほか：五代目中村児太郎）　＊シアトル・アトランタ・ロスアンゼルスほか同上
- 平成  2年  8月（1990年）【お染の五役】歌舞伎座（お染ほか：二代目澤村藤十郎、女猿廻し：五代目坂東八十助、船頭：三代目中村橋之助）
- 平成  2年  8月（1990年）【雷船頭】歌舞伎座（船頭：三代目中村歌昇）
- 平成  2年10月（1990年）【身替座禅】ヨーロッパ公演（右京：五代目中村富十郎、奥方：六代目澤村田之助、太郎冠者：六代目中村東蔵）　＊パリ・フランクフルト（ドイツ）
- 平成  2年11月（1990年）【釣女】歌舞伎座（太郎冠者：五代目坂東八十助、大名：中村智太郎、上臈：中村浩太郎、醜女：九代目澤村宗十郎）　＊東京顔見世　＊三代目中村雁治郎襲名興行
- 平成  3年  3月（1991年）【女鳴神】歌舞伎座（鳴神尼：四代目中村雀右衛門、絶間之助：九代目澤村宗十郎）
- 平成  3年  4月（1991年）【双面水照月】歌舞伎座（法界坊：二代目中村吉右衛門、松若：八代目中村福助、おくみ：五代目中村児太郎、おしず：七代目中村芝翫）　＊中村会四月大歌舞伎
- 平成  3年  6月（1991年）【紅葉狩】歌舞伎座（更科姫：五代目中村時蔵、稚茂：五代目中村富十郎、山神：三代目中村歌昇）
- 平成 3年7,9月（1991年）【京人形】公文協歌舞伎公演（甚五郎：五代目片岡我當、京人形：中村浩太郎、女房：片岡秀太郎）　＊三代目中村雁治郎襲名興行
- 平成  3年10月（1991年）【春昔由縁英（初演）】歌舞伎座（四代目中村雀右衛門）　＊雀右衛門五変化（盧生・女伊達）
- 平成  3年12月（1991年）【釣女】南座（太郎冠者：四代目市川左團次、大名：中村智太郎、上臈：中村浩太郎、醜女：九代目澤村宗十郎）　＊京都顔見世
- 平成  4年  3月（1992年）【身替座禅】沖縄公演（右京：七代目尾上菊五郎、奥方：二代目市村萬次郎、太郎冠者：坂東正之助）
- 平成  4年  4月（1992年）【戻駕色相肩】歌舞伎座（与四郎：三代目中村雁治郎、次郎作：五代目中村富十郎、禿：五代目中村勘九郎）
- 平成  4年  8月（1992年）【釣狐の対面】国立小劇場（工藤：五代目片岡我當、五郎：初代片岡進之介、十郎：六代目片岡愛之助）
- 平成  4年  9月（1992年）【三世相】歌舞伎座（六三郎：五代目中村勘九郎、お園：九代目中村福助、清兵衛：五代目片岡我當、お梶：二代目片岡秀太郎）　＊通し狂言「三世相錦繡文章」
- 平成  5年  7月（1993年）【身替座禅】松竹名作大歌舞伎（右京：七代目尾上菊五郎、奥方：六代目澤村田之助、太郎冠者：坂東正之助）
- 平成  5年  8月（1993年）【京人形】歌舞伎座（甚五郎：五代目坂東八十助、京人形：片岡孝太郎）
- 平成  5年  9月（1993年）【角兵衛】南座（角兵衛：五代目坂東八十助、女太夫：五代目中村時蔵）
- 平成  5年10月（1993年）【鴛鴦襖恋睦】国立大劇場（河津三郎：四代目中村梅玉、喜瀬川：三代目中村雁治郎、股野五郎：九代目坂東三津五郎）
- 平成  6年  1月（1994年）【三人形】浅草公会堂（傾城：五代目中村時蔵、丹前：三代目中村橋之助、奴：五代目坂東八十助）

### 文字太夫期（1994年～）
- 平成  6年  2月（1994年）【身替座禅】歌舞伎座（右京：七代目尾上菊五郎、奥方：六代目澤村田之助、太郎冠者：九代目市川團蔵）　＊九代目常磐津文字太夫襲名披露
- 平成  6年  5月（1994年）【男女道成寺】歌舞伎座（狂言師：七代目尾上菊五郎、白拍子：六代目尾上丑之助）
- 平成  6年  9月（1994年）【釣女】出雲歌舞伎（太郎冠者：二代目澤村藤十郎、大名：六代目尾上松助、上臈：十七代目市村家橘、醜女：四代目市川左團次）
- 平成  6年11月（1994年）【積恋雪関扉】歌舞伎座（関兵衛：九代目松本幸四郎、宗貞：三代目中村雁治郎、小町姫・墨染：四代目中村雀右衛門）　＊東京顔見世
- 平成  6年12月（1994年）【乗合船恵方万歳】国立大劇場（太夫：四代目中村梅玉、才蔵：七代目市川染五郎、白酒売：二代目澤村藤十郎、通人：六代目中村東蔵、田舎侍：十代目岩井半四郎）
- 平成  7年  5月（1995年）【廓文章】金丸座（伊左衛門：五代目片岡我當、夕霧：五代目中村松江）　＊第11回四国こんぴら歌舞伎
- 平成  7年  5月（1995年）【屋敷娘】金丸座（娘：五代目中村松江）　＊第11回四国こんぴら歌舞伎
- 平成  7年  6月（1995年）【年増】歌舞伎座（お柳：九代目澤村宗十郎）
- 平成  7年  7月（1995年）【釣女】公文協歌舞伎公演（太郎冠者：六代目片岡十蔵、大名：十七代目市村家橘、上臈：四代目中村玉太郎、醜女：三代目市川右之助）
- 平成  7年10月（1995年）【身替座禅】御園座（右京：七代目尾上菊五郎、奥方：六代目澤村田之助、太郎冠者：六代目尾上松助）　＊名古屋顔見世
- 平成  7年11月（1995年）【靭猿】歌舞伎座（猿曳：九代目坂東三津五郎・女大名：五代目坂東八十助、橘平：四代目中村梅玉）　＊東京顔見世、二代目坂東巳之助襲名
- 平成  8年  1月（1996年）【男女道成寺】浅草公会堂（白拍子：六代目尾上丑之助、狂言師：七代目市川新之助）
- 平成  8年  2月（1996年）【釣女】イタリア大歌舞伎公演（太郎冠者：三代目中村歌昇、大名：九代目市川團蔵、上臈：中村浩太郎、醜女：五代目中村富十郎）　＊ミラノ・ローマ・ナポリ・ジェノバ
- 平成  8年  5月（1996年）【鴛鴦恋襖睦】南座（河津三郎：七代目市川染五郎、喜瀬川：五代目中村時蔵、股野五郎：三代目中村橋之助）
- 平成  8年  9月（1996年）【釣女】アメリカ大歌舞伎公演[5]（太郎冠者：三代目中村歌昇、大名：九代目澤村宗十郎、上臈：中村伸二郎、醜女、二代目中村吉右衛門）　＊ヒューストン・ダラス・ロスアンゼルス・バークレー他
- 平成  8年10月（1996年）【弥生花浅草祭】歌舞伎座（五代目中村富十郎、五代目中村勘九郎）
- 平成  8年11月（1996年）【乗合船恵方万歳】歌舞伎座（太夫：九代目澤村宗十郎、才蔵：四代目市川左團次、白酒売り：二代目澤村藤十郎、通人：五代目中村歌六、大工：三代目中村歌昇）　＊東京顔見世
- 平成  8年12月（1996年）【妹背山道行】国立大劇場（お三輪：四代目中村雀右衛門、求女：二代目尾上辰之助、橘姫：六代目尾上丑之助）　＊「妹背山婦女庭訓」通し狂言
- 平成  9年  1月（1997年）【身替座禅】歌舞伎座（右京：七代目尾上菊五郎、奥方：九代目澤村宗十郎、太郎冠者：坂東正之助）
- 平成  9年  7月（1997年）【身替座禅】公文協歌舞伎公演（右京：二代目中村吉右衛門、奥方：八代目坂東彦三郎、太郎冠者：三代目中村歌昇）
- 平成  9年  9月（1997年）【双面水照月】歌舞伎座（法界坊：二代目中村吉右衛門、松若：四代目中村梅玉、おくみ：五代目中村松江、おしず：九代目澤村宗十郎）
- 平成  9年11月（1997年）【奴道成寺】歌舞伎座（狂言師：五代目坂東八十助）　＊東京顔見世
- 平成10年  1月（1998年）【廓文章】歌舞伎座（伊左衛門：十五代目片岡仁左衛門、夕霧：四代目中村雀右衛門、おきさ：七代目中村芝翫、太鼓持ち：九代目澤村宗十郎、喜左衛門：十七代目市村羽左衛門）　＊十五代目片岡仁左衛門襲名披露
- 平成10年  2月（1998年）【乗合船恵方万歳】御園座（太夫：九代目澤村宗十郎、才蔵：二代目中村吉右衛門、白酒売り：九代目中村福助、通人：六代目中村東蔵、大工：三代目中村歌昇）
- 平成10年  4月（1998年）【身替座禅】松竹座（右京：七代目尾上菊五郎、奥方：十二代目市川團十郎）　＊十五代目片岡仁左衛門襲名興行
- 平成10年  5月（1998年）【お染の七役】国立大劇場（お染・久松：六代目河原崎國太郎、船頭長吉：藤川矢之輔、女猿廻し：七代目瀬川菊之丞）　＊六代目河原崎國太郎襲名
- 平成10年  7月（1998年）【蜘蛛糸宿直噺】公文協歌舞伎公演（蜘蛛の精：二代目澤村藤十郎、金時：三代目中村橋之助、貞光：五代目中村翫雀、頼光：八代目坂東彦三郎）
- 平成10年10月（1998年）【お夏狂乱】歌舞伎座（お夏・四代目中村雀右衛門、馬子：九代目松本幸四郎）
- 平成10年11月（1998年）【三人形】歌舞伎座（奴：二代目尾上辰之助、傾城：五代目尾上菊之助、若衆：七代目市川新之助）　＊東京顔見世
- 平成11年  1月（1999年）【身替座禅】歌舞伎座（右京：五代目中村富十郎、奥方：二代目中村吉右衛門、太郎冠者：三代目中村歌昇）
- 平成11年  1月（1999年）【お染の七役】南座（お染・久松：六代目河原崎國太郎）　＊六代目河原崎國太郎襲名披露
- 平成11年  2月（1999年）【双面水照月】松竹座（法界坊：七代目尾上菊五郎、松若：五代目中村時蔵、おくみ：五代目中村松江、おしず：二代目市村萬次郎）
- 平成11年  9月（1999年）【紅かん】歌舞伎座（紅かん：四代目中村梅玉、団扇売り：七代目中村芝雀、町娘：六代目片岡愛之助、朝顔売り：三代目中村歌昇、虫売り：二代目片岡秀太郎）
- 平成11年  9月（1999年）【身替座禅】江の島歌舞伎（右京：七代目尾上菊五郎、奥方：六代目澤村田之助、太郎冠者：坂東正之助）
- 平成11年10月（1999年）【身替座禅】金丸座（右京：二代目中村吉右衛門、奥方：三代目中村歌昇、太郎冠者：四代目中村玉太郎）
- 平成11年10月（1999年）【将門】金丸座（滝夜叉：五代目中村松江、光圀：四代目中村梅玉）
- 平成11年11月（1999年）【釣女】公文協歌舞伎公演（太郎冠者：四代目中村梅玉、大名：六代目尾上松助、上臈：四代目中村玉太郎、醜女：六代目中村東蔵）
- 平成11年12月（1999年）【京人形】南座（甚五郎：二代目中村吉右衛門、京人形：三代目中村雁治郎）　＊京都顔見世
- 平成12年  1月（2000年）【身替座禅】新橋演舞場（右京：七代目尾上菊五郎、奥方：六代目澤村田之助、太郎冠者：六代目尾上松助）
- 平成12年  7月（2000年）【身替座禅】公文協歌舞伎公演（右京：七代目尾上菊五郎、奥方：六代目澤村田之助、太郎冠者：坂東正之助）
- 平成12年11月（2000年）【将門】歌舞伎座（滝夜叉：四代目中村雀右衛門、光圀：十二代目市川團十郎）
- 平成12年11月（2000年）【乗合船恵方万歳】歌舞伎座（太夫：九代目澤村宗十郎、才蔵：四代目市川左團次）　＊東京顔見世
- 平成12年12月（2000年）【乗合船恵方万歳】国立大劇場（太夫：四代目中村梅玉、才蔵：二代目尾上辰之助、白酒売り：二代目市村萬次郎、通人：五代目中村翫雀、大工：三代目中村歌昇）
- 平成13年  2月（2001年）【奴道成寺】歌舞伎座（狂言師：十代目坂東三津五郎）　＊十代目坂東三津五郎襲名披露
- 平成13年  4月（2001年）【永木道成寺】金丸座（花子：四代目中村雀右衛門）
- 平成13年  4月（2001年）【戻駕色相肩】金丸座（次郎作：四代目市川左團次、与四郎：八代目大谷友右衛門、禿：七代目中村芝雀）
- 平成13年12月（2001年）【助六櫻の二重帯】南座（助六：十代目坂東三津五郎、揚巻：四代目坂田藤十郎）　＊十代目坂東三津五郎襲名披露
- 平成14年  4月（2002年）【将門】歌舞伎座（滝夜叉：二代目中村魁春、光圀：十二代目市川團十郎）　＊二代目中村魁春襲名披露
- 平成14年  4月（2002年）【鴛鴦襖恋睦】歌舞伎座（河津三郎：四代目中村梅玉、喜瀬川：九代目中村福助、股野五郎：三代目中村橋之助）　＊二代目中村魁春襲名興行
- 平成14年  5月（2002年）【京人形】歌舞伎座（甚五郎：七代目尾上菊五郎、京人形：五代目尾上菊之助）　＊四代目尾上松緑襲名興行
- 平成14年10月（2002年）【京人形】御園座（甚五郎：七代目尾上菊五郎、京人形：五代目尾上菊之助）　＊四代目尾上松緑襲名興行、名古屋顔見世
- 平成15年  5月（2003年）【初霞空住吉】歌舞伎座（七代目尾上菊五郎、十二代目市川團十郎、十代目坂東三津五郎、四代目尾上松緑、五代目尾上菊之助）　＊四代目河原崎権十郎・六代目片岡市蔵・六代目市川男女蔵襲名披露
- 平成15年10月（2003年）【積恋雪関扉】御園座（関兵衛：二代目中村吉右衛門、小町姫・墨染：二代目中村魁春、宗貞：四代目坂田藤十郎）　＊二代目中村魁春襲名披露　名古屋顔見世
- 平成17年  4月（2005年）【身替座禅】金丸座（右京：二代目中村吉右衛門、奥方：三代目中村歌昇、太郎冠者：中村信二郎）　＊第21回四国こんぴら歌舞伎大芝居
- 平成17年  4月（2005年）【釣女】金丸座（太郎冠者：三代目中村歌昇、大名：七代目市川染五郎、上臈：七代目中村芝雀、醜女：二代目中村吉右衛門）　＊第21回四国こんぴら歌舞伎大芝居
- 平成20年  1月（2008年）【小町村芝居正月（復活上演）】国立大劇場（深草少将：七代目尾上菊五郎、小町姫：五代目中村時蔵、孔雀三郎：四代目尾上松緑、小女郎狐：五代目尾上菊之助）　＊小町村芝居正月（通し狂言）
- 平成26年  5月（2014年）【お染の七役】国立大劇場（お染・久松：六代目河原崎國太郎、船頭長吉：七代目嵐芳三郎、女猿廻し：山崎辰三郎）　前進座公演